# Wardruna
Wardruna és un grup de música noruec format l'any 2003 per Einar Selvik juntament amb Gaahl i Lindy-Fay Hella. Es dediquen a crear interpretacions musicals de les tradicions culturals i esotèriques nòrdiques, i fan un ús important d'instruments històrics i tradicionals nòrdics, com ara tambors de pell de cérvol, flautes, kraviklyra, tagelharpe, arpa de boca, banya de cabra i lur. També s'utilitzen instruments no tradicionals i altres fonts de so com arbres, roques, aigua i torxes.
La banda ha publicat cinc àlbums de llarga durada, els tres primers basats en runes nòrdiques, el quart basat en les dites d'⁣Odin del Völuspá i altres fonts nòrdiques antigues. El nom Wardruna significa "guarda dels secrets" o "que xiuxiueja".

## Història
Wardruna es va formar l'any 2003. Selvik i Gaahl eren membres anteriors de la banda de black metal Gorgoroth, apareixent junts a l'àlbum Twilight of the Idols i al DVD en directe Black Mass Krakow 2004. Selvik també havia gravat amb altres projectes com Det Hedenske Folk, Bak de Syv Fjell, Jotunspor, Sahg, Dead to this World, Skuggsjá i Faun. Gaahl també va gravar amb Trelldom, Gaahlskagg i God Seed.
L'àlbum debut del grup, Runaljod – Gap Var Ginnunga, va ser llançat el 19 de gener de 2009 per Indie Recordings i seguit per Runaljod – Yggdrasil el 15 de març de 2013.
El 2014, Selvik va anunciar a la pàgina oficial de Facebook del grup que participarien en la composició de la partitura de la temporada 2 de Vikings juntament amb Trevor Morris. Més tard va aparèixer com a actor a la sèrie. El 2015, Gaahl va abandonar Wardruna en termes amistosos.
El tercer àlbum de Wardruna, Runaljod – Ragnarok, es va publicar el 21 d'octubre de 2016. Gràcies en part a l'èxit de Vikings, l'àlbum va debutar al número 1 de la llista d'àlbums mundials de Billboard.
L'agost de 2017, Wardruna va encapçalar el 20è festival de música alternativa, música popular i música experimental Mėnuo Juodaragis al llac Dūburys, Lituània. A principis del 2018, es van embarcar en la seva primera gira per Amèrica del Nord.
El quart àlbum de la banda, Skald acústic, es va publicar el 23 de novembre de 2018.
L'octubre de 2019, Wardruna va anunciar que havien signat amb els segells principals Sony Music / Columbia Records. La banda va llançar el seu cinquè àlbum d'estudi el gener de 2021, anomenat Kvitravn, que significa "corb blanc". Aquest va ser seguit per l'àlbum en directe Kvitravn – First Flight of the White Raven a principis de 2022.
Les gires de Wardruna per al 2020 i el 2021 es van cancel·lar a causa de la pandèmia de la COVID-19. La banda va tornar a girar el 2022, amb espectacles europeus i nord-americans, així com una actuació a Midgardsblot.
La banda va llançar la seva gira mundial 2024/2025 al Red Rocks Amphitheatre de Colorado, Estats Units. El setembre de 2024, van anunciar el seu següent sisè àlbum d'estudi, titulat Birna, que es publicaria el 25 de gener de 2025.

## Recepció
Jonathan Selzer de la revista Metal Hammer va descriure la música de Wardruna com "una conjunció d'allò terrós, orgànic i eteri" amb "ritus de base rúnica que habiten una freqüència que un cop escoltada sempre semblava adjacent a la consciència quotidiana". Hannah May Kilroy de Kerrang! La revista va escriure que "Wardruna pot estar en desacord amb el món modern, però, potser, són exactament el que necessita el món modern".

## Membres de la banda
Actual
- Einar "Kvitrafn" Selvik – veu, tots els instruments, compositor
- Lindy-Fay Hella - veu, flauta
- Arne Sandvoll – cors, percussió
- HC Dalgaard: cors, percussió, bateria
- Eilif Gundersen - banyes, flautes
- John Stenersen - moraharpa

Passat
- Gaahl – veus[25][26]
- Jørgen Nyrønning

## Discografia
- Runaljod - Gap Var Ginnunga (2009)
- Runaljod – Yggdrasil (2013)
- Runaljod – Ragnarok (2016)
- Skald (2018)
- Kvitravn (2021)
- Kvitravn – First Flight of the White Raven (àlbum en directe, 2022)
- Birna (2025)